# Mantecal
Mantecal – miasto w Wenezueli, w stanie Apure.